# Wilhelm Pataky
Wilhelm Pataky (* 8. Januar 1862 in Arad, Königreich Ungarn, Kaisertum Österreich; † 7. Dezember 1927 in Den Haag, Niederlande) war ein ungarischer Patentanwalt in Berlin und Den Haag.

## Leben
Wilhelm Pataky stammte aus Arad in Ungarn, möglicherweise aus einer jüdischen Familie. Um 1893 siedelte er nach Berlin über, wo er als beeideter Dolmetscher am Kammergericht tätig war. Außerdem betrieb er mit Hugo Pataky das Patent-Bureau H. & W. Pataky. Dieses bot Unterstützung beim Beschaffen und Verwerten von Patenten an. Spätestens seit 1891 gab es eine Außenstelle in Prag, Heinrichsgasse 7, seit 1893 auch in Hamburg, Großer Burstah 13. In dieser Zeit bezeichnete es sich als bedeutendstes Patentbureau Deutschlands mit über 120 Bureauangestellten und etwa 500 Vertretern in verschiedenen Ländern. Seit etwa 1900 gab es eine weitere Zweigniederlassung in Amsterdam.
1913 siedelte Wilhelm Pataky mit seiner Familie nach Den Haag über und wirkte weiter als Patentanwalt. 1927 starb er dort.

## Ehe und Nachkommen
Wilhelm Pataky war mit Mathilde Scheinberger (* 1871) verheiratet. Sie hatten drei Kinder. Die Familie lebte seit 1913 in Den Haag und erhielt die niederländische Staatsbürgerschaft.
- Hertha Pataky-Riese (1892–1981) Ärztin und Sexualreformerin in Frankfurt am Main, ab etwa 1943 in den USA, gestorben in Richmond, beerdigt auf dem jüdischen Friedhof
- Maximilian Karl Edgar Pataky (1893–1953), Ingenieur, emigrierte nach Palästina, starb in Tel Aviv
- Walter Cornelius Georg Pataky / Walter Cornelis Harry Pataky (1898–1944), studierte Chemie, führte das Patentbüro in Den Haag nach dem Tod des Vaters zwei Jahre weiter, wurde um 1941 in eine Nervenheilanstalt eingewiesen, starb im KZ Auschwitz, Stolperstein in Eindhoven[5]

## Publikationen
Wilhelm Pataky veröffentlichte  einige Werke zum Patentrecht in deutscher und englischer Sprache, zusammen mit Hugo Pataky, davon zwei im eigenen kleinen Verlag.
- H. & W. Pataky's telegraphic code for use in obtaining and negociating patents. Verlag H. & W. Pataky, Berlin 1894, Auszüge, in englischer Sprache
- Die Patent- und Warenzeichen-Gesetze der wichtigsten Länder und Auszüge aus den wichtigsten Bestimmungen derselben. [Rosenthal Berlin], [1906], mit Hugo Pataky
- Die deutschen Gesetze, betreffend das geistige Eigentum; nebst Abdruck der Internationalen Patent-Union, Entscheidungen des Kaiserlichen Patentamts, Reichsgerichts in Patent- und Warenzeichen-Angelegenheiten und Kommentar zum französischen Patentgesetz von H. & W. Pataky Bureau für Nachsuchung und Verwertung von Patenten, Verlag H. % W. Pataky, Berlin 1910.